# Donal McCann
Donal McCann (* 7. Mai 1943 in Terenure, County Dublin; † 17. Juli 1999 in Dublin) war ein irischer Theater- und Filmschauspieler.

## Leben und Karriere
Der Vater von Donal McCann war John McCann, ein Bühnenschriftsteller und Politiker, der zweimal das Amt des Oberbürgermeisters von Dublin innehatte. Obwohl McCann in dem Stück Give Me a Bed of Roses seines Vaters spielte, studierte er 1962 zunächst Architektur. Er arbeitete dann als Mitherausgeber der "Evening Press", was ihm die Möglichkeit bot, nebenbei Schauspielunterricht an der Abbey School of Acting zu nehmen. Er schloss sich in den späten 1960er-Jahren den Abbey Players an. Unter seinen ersten wichtigen Rollen war 1969 eine Produktion von Samuel Becketts Stück Warten auf Godot (Waiting for Godot) mit Peter O’Toole.
McCann begann seine Filmkarriere 1966 mit einer Nebenrolle in dem Disneyfilm The Fighting Prince of Donegal. Er arbeitete häufig mit dem irischen Filmregisseur Neil Jordan zusammen. McCanns wohl bekannteste Filmrolle war die des Gabriel Conroy in der von John Huston inszenierten James-Joyce-Verfilmung Die Toten (The Dead) von 1987 mit Anjelica Huston. Bedeutende Rollen in seinem späteren Wirken spielte er 1996 in Bernardo Bertoluccis Stealing Beauty und in John Turturros Illuminata, der erst 1999 nach McCanns Tod fertiggestellt wurde. In seinem vorletzten Film Der amerikanische Neffe (The Nephew) spielte er neben Pierce Brosnan eindrucksvoll den eigenbrötlerischen Farmer Tony Egan.
McCann war in seinem privaten Leben ein ruhiger und bescheidener Mann. Zeitlebens hatte er mit Depressionen und Alkoholismus zu kämpfen. Der Liebhaber von Pferderennen, der in irischen Schauspieler- und Künstlerkreisen zahlreiche Freunde hatte, starb 1999 im Alter von 56 Jahren an Bauchspeicheldrüsenkrebs.

## Filmografie (Auswahl)
- 1966: Donegal, König der Rebellen (The Fighting Prince of Donegal)
- 1969: Dave – Zuhaus in allen Betten (Sinful Davey)
- 1973: Der Mackintosh-Mann (The MacKintosh Man)
- 1974: The Pallisers (Fernseh-Miniserie, 17 Folgen)
- 1974: Thriller (Fernsehserie, 1 Folge)
- 1977: Philadelphia, Here I Come
- 1978: Poitín
- 1980: Strumpet City – Stadt der Verlorenen (Strumpet City, Miniserie, 7 Folgen)
- 1982: Angel – Straße ohne Ende (Angel)
- 1984: Verletzte Gefühle (Reflections)
- 1984: Cal
- 1985: Summer Lightning
- 1985: Jenseits von Afrika (Out of Africa)
- 1986: RawHeadRex – Er ist das Grauen! (Rawhead Rex)
- 1987: Die Toten (The Dead)
- 1988: High Spirits
- 1990: Attentat in Birmingham (The Investigation: Inside a Terrorist Bombing, Fernsehfilm)
- 1990: Dezemberbraut (December Bride)
- 1990: Saints and Scholars (Kurzfilm)
- 1995: Innocent Lies
- 1996: Gefühl und Verführung (Stealing Beauty)
- 1997: Der Schlangenkuss (The Serpent's Kiss)
- 1998: Der amerikanische Neffe (The Nephew)
- 1998: Illuminata